# Estadio Auguste Delaune
El Stade Auguste-Delaune es un estadio de fútbol situado en la ciudad de Reims, en la región de la Champaña-Ardenas en Francia. Sirve de sede habitual al Stade de Reims de la Ligue 1. Su dirección es Chaussee Bocquaine, 51100 Reims
Fue inaugurado el 21 de octubre de 1934 con el nombre de Stade Vélodrome Municipal, luego el estadio lleva el nombre de Auguste Delaune, antiguo secretario de la Fédération Sportive et Gymnique du Travail, arrestado por los alemanes mientras se incorporaba a la resistencia muere el 13 de septiembre de 1943 torturado por la Gestapo.

## Eventos disputados

### Copa Mundial de Fútbol de 1938
- El estadio albergó solo un partido de la Copa Mundial de Fútbol de 1938.
| Fecha              | Selección #1 | Resultado | Selección #2        | Ronda        | Espectadores |
| ------------------ | ------------ | --------- | ------------------- | ------------ | ------------ |
| 5 de junio de 1938 | Hungría      | 6 - 0     | Indias Neerlandesas | Primera fase | 9000         |

### Copa Mundial Femenina de Fútbol de 2019
- El estadio albergó seis partidos de la Copa Mundial Femenina de Fútbol de 2019
| Fecha               | Selección #1   | Resultado | Selección #2   | Ronda                 | Espectadores |
| ------------------- | -------------- | --------- | -------------- | --------------------- | ------------ |
| 8 de junio de 2019  | Noruega        | 3 - 0     | Nigeria        | Primera fase, Grupo A | 11 058       |
| 11 de junio de 2019 | Estados Unidos | 13 - 0    | Tailandia      | Primera fase, Grupo F | 18 591       |
| 14 de junio de 2019 | Jamaica        | 0 - 5     | Italia         | Primera fase, Grupo C | 12 016       |
| 17 de junio de 2019 | Corea del Sur  | 1 - 2     | Noruega        | Primera fase, Grupo A | 13 034       |
| 20 de junio de 2019 | Países Bajos   | 2 - 1     | Canadá         | Primera fase, Grupo E | 19 277       |
| 24 de junio de 2019 | España         | 1 - 2     | Estados Unidos | Octavos de final      | 19 633       |